# Winter Songs (Ronan Keating)
Winter Songs è il sesto album e primo di genere natalizio del cantante irlandese Ronan Keating, uscito in Gran Bretagna il 16 novembre 2009. Pubblicato dalla Polydor Records ha debuttato alla posizione n.16 in Gran Bretagna e alla n.12 in Irlanda. Il primo singolo estratto è stato Stay, cover del gruppo country americano Sugarland, uscito commercialmente lo stesso giorno del lancio dell'album.
Winter Songs è prodotto da Stephen Lipson. L'album contiene anche l'ultima registrazione in studio di Stephen Gately, morto poco dopo il completamento dell'album.
In un comunicato stampa, circa la scelta delle canzoni inserite nell'album, Ronan Keating ha detto che "alcune di queste canzoni evocano alcuni dei miei ricordi preferiti di Natale"

## Tracce
1. Winter Song (versione originale di Sara Bareilles)
2. Stay (versione originale dei Sugarland)
3. Scars (Ronan Keating)
4. Homeward Bound (versione originale di Simon & Garfunkel)
5. River (versione originale di Joni Mitchell)
6. It's Only Christmas (Ronan Keating)
7. Little Drummer Boy (Trad., cori di Stephen Gately)
8. Ring Them Bells (versione originale di Bob Dylan)
9. Caledonia (versione originale di Dougie MacLean)
10. Silent Night (Trad.)
11. Have Yourself a Merry Little Christmas(Trad.)
12. I Won't Last a Day Without You (versione originale di Paul Williams)

## Classifiche
| Classifica (2009) | Posizione massima |
| ----------------- | ----------------- |
| Australia         | 24                |
| Irlanda           | 12                |
| Nuova Zelanda     | 25                |
| Regno Unito       | 16                |